# 하이랜더 5
하이랜더 5(Highlander: The Source)는 리투아니아에서 제작된 브렛 레너드 감독의 2007년 모험, 액션, 판타지, SF 영화이다. 아드리안 폴 등이 주연으로 출연하였고 윌리엄 N. 팬저 등이 제작에 참여하였다.

## 출연

### 주연
- 아드리안 폴
- 테크라 레우텐
- 크리스티안 솔리메노
- 피터 윙필드
- 짐 번즈
- 스티븐 래맨 휴즈
- 스티븐 와이트
- 톰 펠
- 로랜다스 보라브스키스
- 사울리스 시패리스
- 버클리 노리스

## 제작진
- 제작보: 피터 S. 데이비스
- 공동제작: 도나타스 즈밸리오니스
- 공동제작: 마이클 라이언
- 공동제작: 가이 콜린스
- 공동제작: 크리스 크리사피스
- 라인프로듀서: 크리스찬 본 티펠스커치
- 미술: 톰 브라운
- 배역: 댈리아 서빌레이트